# Ramphocelus dimidiatus
Ramphocelus dimidiatus là một loài chim trong họ Thraupidae.